# Michele Hicks
Michele Hicks (ur. 4 czerwca 1973) – amerykańska modelka.

## Kariera
Michele została dostrzeżona w Nowym Jorku przez agenta jednej z czołowych agencji nowojorskich. Miała wtedy siedemnaście lat. Początki w zawodzie były trudne. Przez pierwsze cztery lata pracy w branży była przeciętną modelką, nie odnoszącą większych sukcesów. Przełom w jej karierze nastąpił kiedy w 1994 podpisała kontrakty z agencjami w Londynie i Mediolanie. Pierwszym poważnym zleceniem był pokaz w Mediolanie u Dolce & Gabbany. To sprawiło, że w ciągu następnych kilku lat dostawała duże ilości zleceń. Była ozdobą pokazów: Alexandra McQueena, Anny Molinari, Anny Sui, Antonia Berardiego, Calvina Kleina, Chanel, Chloé, Christiana Diora, Fendi, Givenchy, Karla Lagerferda, Marca Jacobsa, Moschino oraz Prady. 
W ciągu ponad dwudziestu lat swej kariery uczestniczyła w kampaniach reklamowych takich marek jak: Banana Republic, Bergdorf Goodman, Canon, Chanel, Dolce & Gabbana, Gianfranco Ferré, Jean-Paul Gaultier, John Galliano oraz Versace. 
W 2011 na wybiegu prezentowała najnowszą kolekcję Louisa Vuittona.